# Ortilia orthia
Ortilia orthia är en fjärilsart som beskrevs av William Chapman Hewitson 1864. Ortilia orthia ingår i släktet Ortilia och familjen praktfjärilar. Inga underarter finns listade i Catalogue of Life.

## Bildgalleri

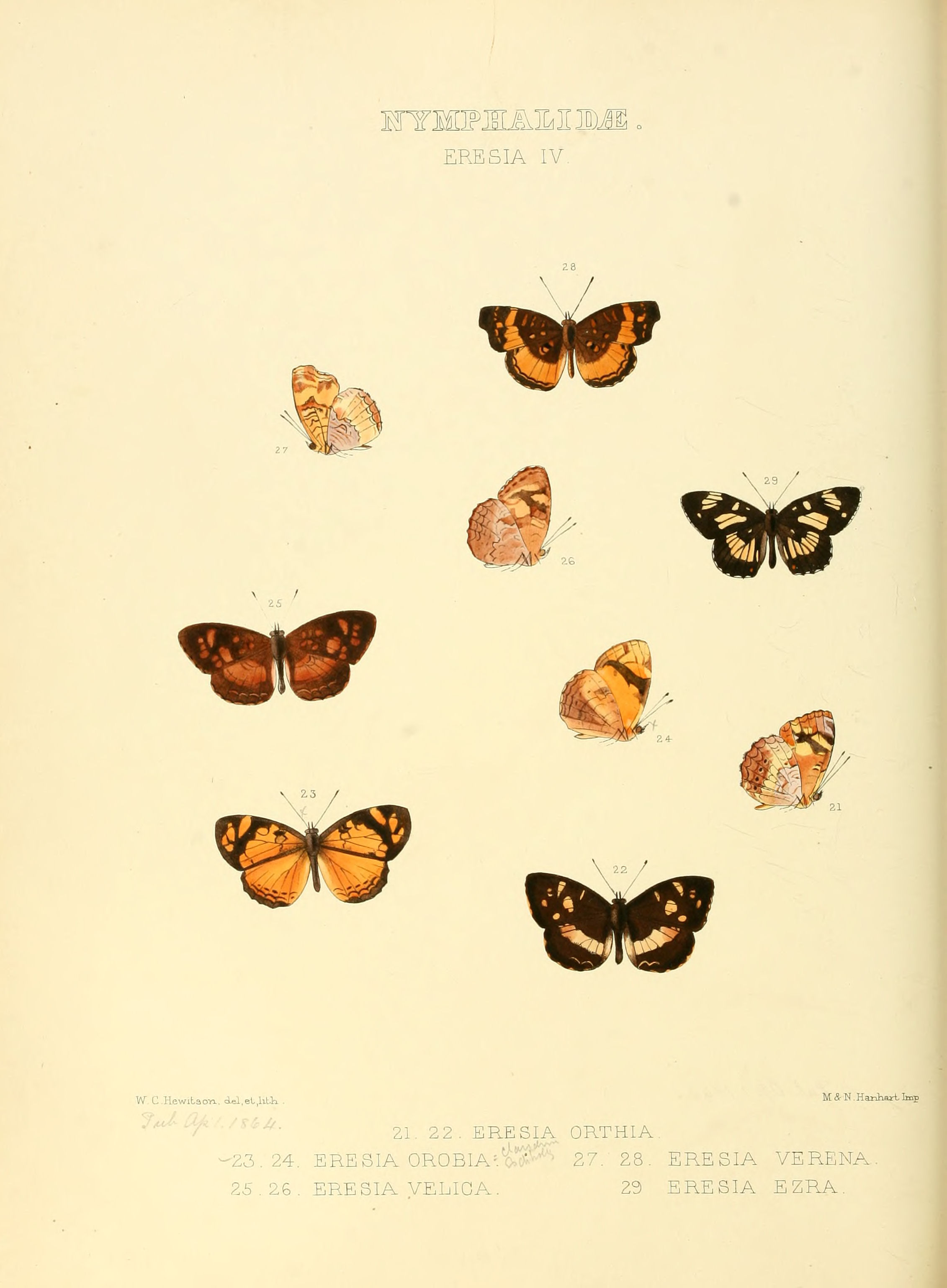